# Simmer (Maßeinheit)

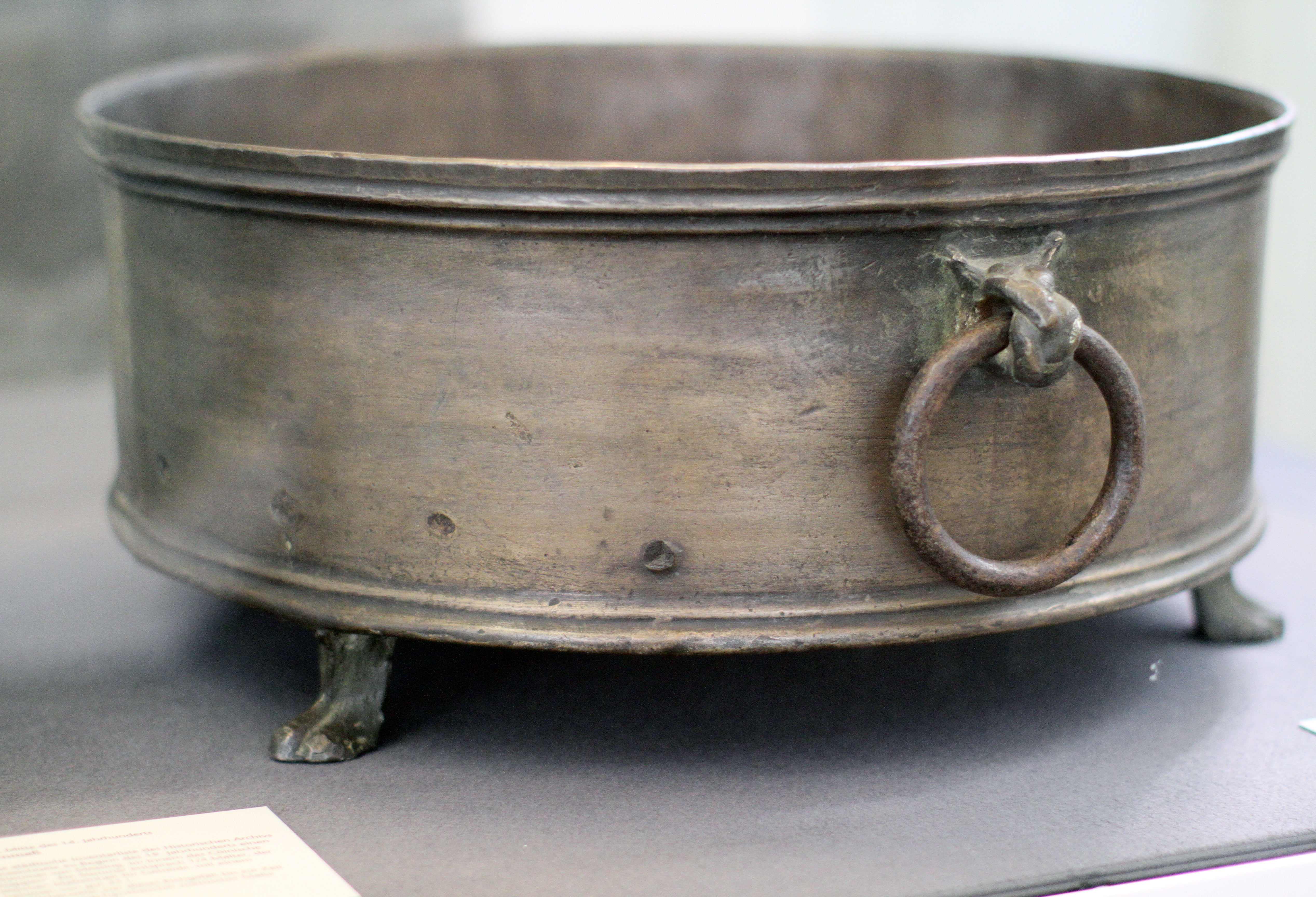
Ein Simmergefäß

Das Simmer, Simber, Sümber, Sümmer, Simri oder Simra (von althochdeutsch sumbir mit der Bedeutung Korb) war ein oberdeutsches Hohlmaß zum Messen von Getreide.
In Württemberg wurde das Simri (schwäbisch Semm(e)re ausgesprochen) 1555 durch Herzog Christoph eingeführt. Es bildete die Messgrundlage für Frucht und hatte 1116,8014 Pariser Kubikzoll = 22,153 Liter, später exakt definiert auf 22,1533291062 Liter.
- 1 Scheffel = 8 Simri oder 12 Simri (bis ins 16. Jahrhundert)[4]
- 1 Simri (Sri.) = 4 Vierling oder Invel = 16 Meßlein = 32 Ecklein = 128 Viertelein[4]

In Karlsruhe galt für Raukorn wie Dinkel und Hafer 16,04 Liter und bei glattem Getreide 13,885 Liter.
In Nürnberg:
- 1 Sümmer = 2 Malter = 16 Metzen = 322,5 Liter (glattes Getreide).
- 1 Sümmer = 4 Malter = 32 Metzen = 602 Liter (raues Getreide).

In Bamberg: 1 Simra = 1⁄4 Schäffel = 4 Vierlinge = 40 Gaißla = 78,323 Liter glattes oder 95,858 Liter raues Getreide.
In Ansbach:
- 1 Korn-Simmer = 16 Metzen =  256 Maß = 337,10 Liter (glattes Getreide)
- 1 Hafer-Simmer = 1 11⁄13 Korn-Simmer = 32 kleine Metzen = 576 kleine Maß = 622,33 Liter (raues Getreide)[6]

In Bayreuth: 1 Sümmer = 16 Mäßlein = 64 Viertel = 96 Mühlmetzen = 495,5 Liter glattes oder 494,1 Liter raues Getreide

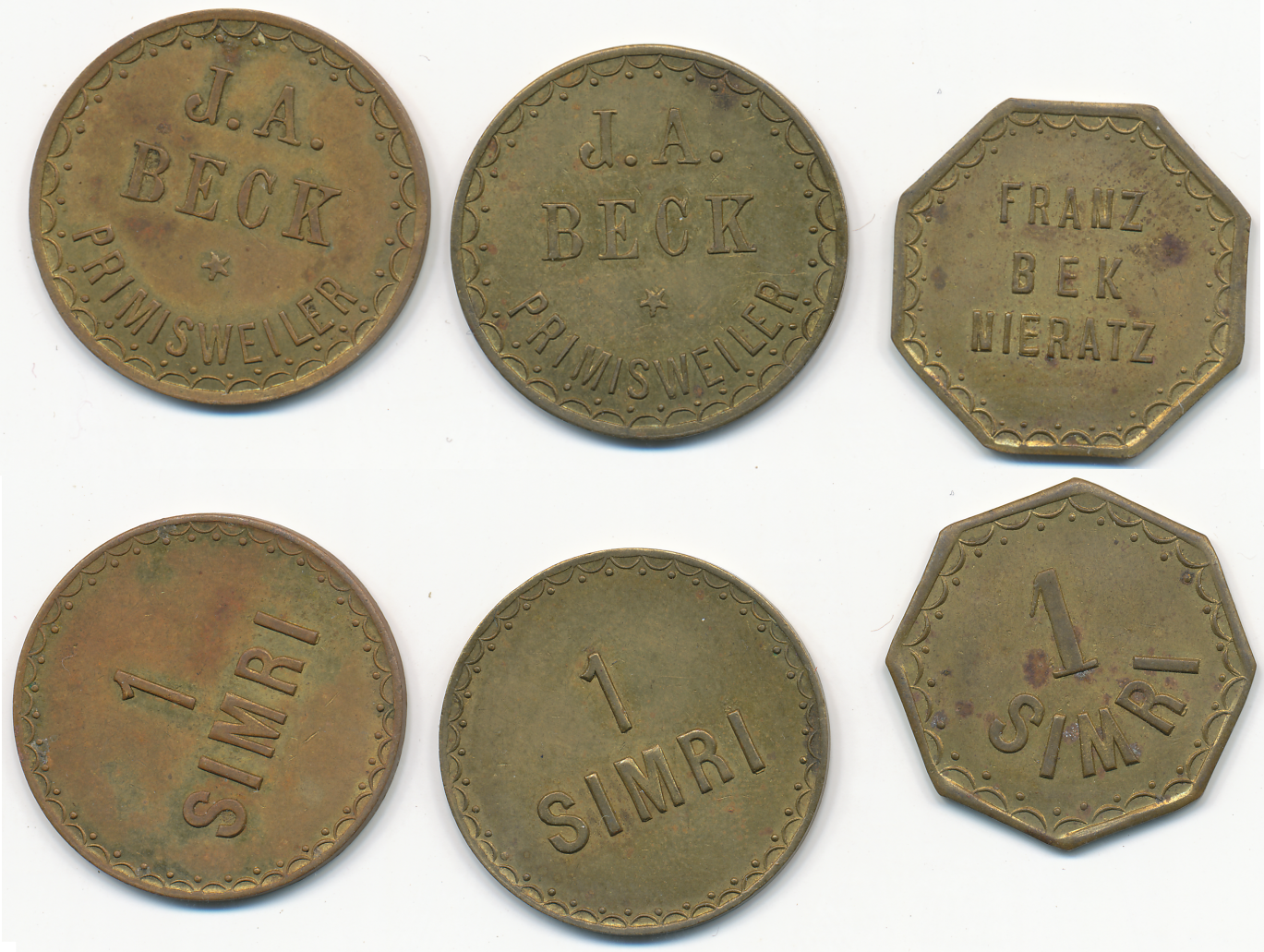
Hopfenmarken aus dem Allgäu

Im Allgäu war das Simri auch ein Maß für eine bestimmte Menge an Hopfen. Die Arbeiter bekamen im Austausch für Körbe voller Hopfen spezielle Hopfenmarken aus Metall, die später gegen den Lohn getauscht wurden. Im Tübingen der 1870er Jahre wurde Taubendung simriweise gehandelt.